# Sarkofag Juniusa Bassusa

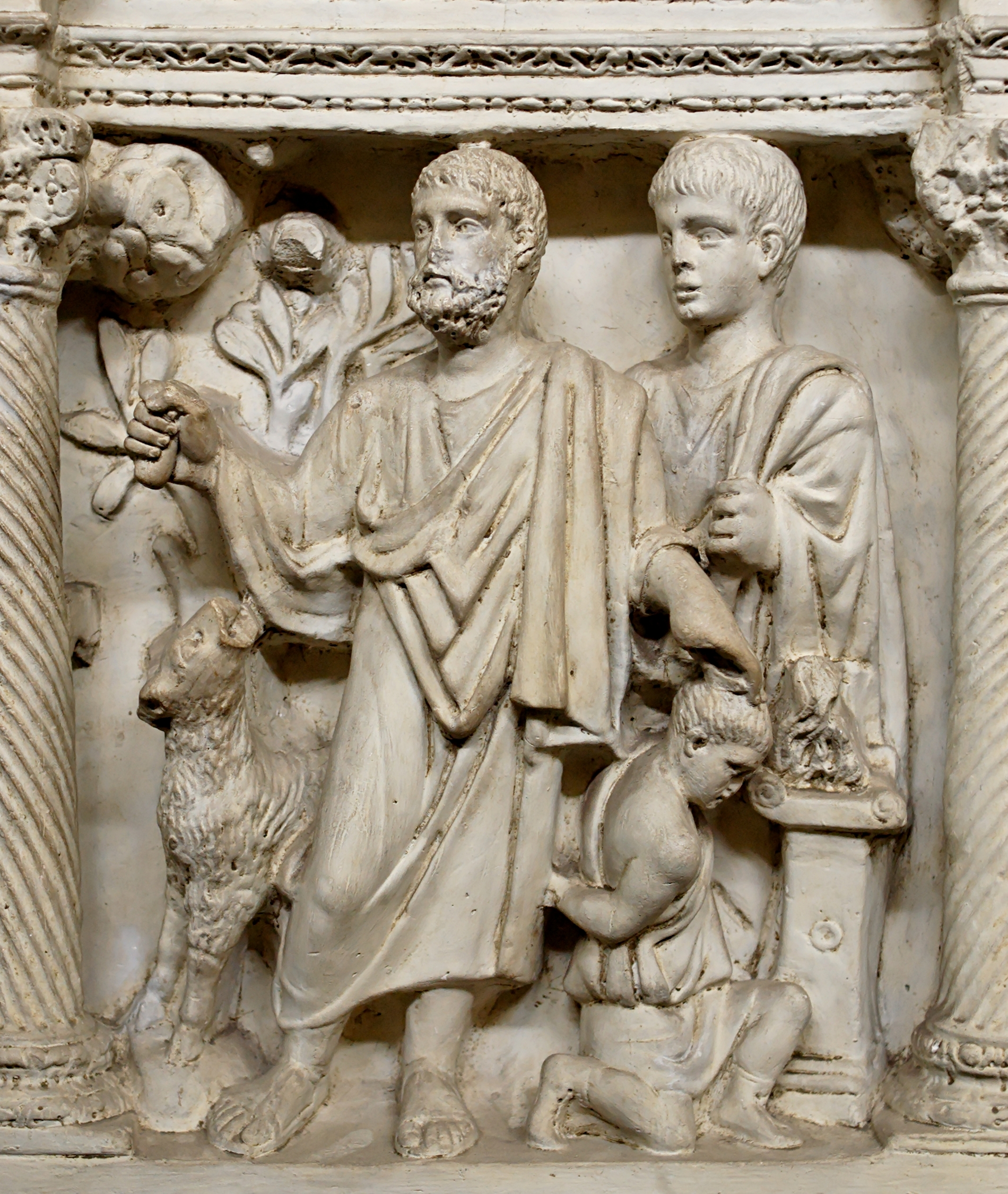
Ofiara Izaaka (scena z sarkofagu)

Sarkofag Juniusa Bassusa – pochodzący z IV wieku marmurowy sarkofag, uważany za jeden z najwybitniejszych przykładów wczesnochrześcijańskiej sztuki sepulkralnej. Znajduje się w Museo Storico del Tesoro della Basilica di San Pietro w Watykanie.
Sarkofag został odkryty w 1597 roku w Grotach Watykańskich pod bazyliką św. Piotra. Zgodnie z umieszczoną na nim inskrypcją został wykonany dla zmarłego w 359 roku neofity Juniusa Bassusa, konsula z roku 331 i prefekta miasta Rzymu. Wykonany z marmuru pentelickiego, ma wymiary 2,4×1,4×1,0 m.
Frontowa ściana sarkofagu podzielona jest na wypełnione dekoracjami dwa fryzy (rejestry), z których każdy rozczłonkowany jest kolumienkami na pięć scen umieszczonych w niszach. Kolumnada w górnym rejestrze zwieńczona jest płaskim belkowaniem (architrawem), w dolnym – naprzemiennie daszkiem łukowym (arkadowym) i trójkątnym. Kolumny oddano z wiernym odtworzeniem detali architektonicznych, trzony flankujące nisze środkowe owinięte są ornamentem roślinnym, pozostałe zdobi ukośne żłobkowanie. Wieko sarkofagu jest mocno uszkodzone, jego zdobienia zachowały się jedynie fragmentarycznie – obejmowały m.in. scenę uczty pogrzebowej ze zmarłym spoczywającym na łożu, a także maski w narożach.
Program ikonograficzny sarkofagu, utrzymany w kanonach klasycznej sztuki rzymskiej, poprzez wyobrażenia męki obrazuje historię zbawienia, zwieńczoną tryumfem Chrystusa. 10 zdobiących front reliefów ukazuje sceny zaczerpnięte ze Starego i Nowego Testamentu. W centralnej niszy górnego fryzu ukazany jest młodzieńczy Chrystus siedzący na tronie w otoczeniu świętych Piotra i Pawła, ze stopami wspartymi na wieńcu z chmur rozsnuwanym przez boga Caelusa. Boczne sceny tego fryzu ukazują kolejno: sąd Piłata, pojmanie Chrystusa prowadzonego przez dwóch żołnierzy, aresztowanie św. Pawła i ofiarowanie Izaaka. W dolnym rejestrze ukazano: lament Hioba, Adama i Ewę w raju, wjazd Jezusa do Jerozolimy, Daniela w jaskini lwów i pojmanie św. Piotra. Na bokach skrzyni sarkofagu umieszczono sceny prac rolnych symbolizujących cztery pory roku wraz z zaczerpniętą z kultu dionizyjskiego sceną winobrania, w ikonografii chrześcijańskiej przyswojoną jako symbol Eucharystii.
Stylistyka zabytku zaliczanego do grupy sarkofagów pasyjnych wyróżnia się przedstawieniami miękkimi, statycznymi i wyidealizowanymi. Specyficzne wyobrażenie młodzieńczego Chrystusa powtarza się w sarkofagu Dwóch Braci, także reprezentującym tzw. styl piękny, typowy dla wyszukanych artystycznie sarkofagów z początku drugiej połowy IV stulecia.